# Плакущенко, Максим
Максим Плакущенко в некоторых источниках также Фалькощенко (ивр. מקסים פלקושצ'נקו‎; 4 января 1996, Винница) — израильский футболист, полузащитник клуба «Хапоэль» из города Хайфа.

## Карьера

### Клубная карьера
Всю профессиональную карьеру проводит в израильском клубе «Хапоэль» из Хайфы, воспитанником которого и является. Дебютировал за команду 21 февраля 2015 года в матче 23 тура чемпионата Израиля против тель-авивского «Маккаби», выйдя на замену в добавленное к матчу время.

### Карьера в сборной
Вызывался в юношескую и молодёжную сборную Израиля.